# Rudolf Naumann
Rudolf Naumann (* 18. Juli 1910 in Fichtenau bei Berlin; † 24. April 1996 in Ludwigsburg) war ein deutscher Bauforscher und unter anderem Direktor am Deutschen Archäologischen Institut. Ausgrabungen führten ihn nach Syrien, in die Türkei, nach Italien und Iran.

## Leben
Rudolf Naumann, Bruder des Soziologen Hans Naumann sowie Sohn von Jenny Naumann, geborene Porzig, und des Oberingenieurs Arndt Naumann, besuchte die Grundschule in Köpenick und die Oberrealschule in Waldenburg in Schlesien. Anschließend studierte er Architektur an der Technischen Hochschule Berlin u. a. bei Heinrich Tessenow. Hier wurde er Schüler von Daniel Krencker und 1935 mit einer Arbeit zur Baugeschichte des römischen Quellbezirks von Nîmes zum Dr.-Ing. promoviert. Von 1935 bis 1937 erhielt er das Reisestipendium des Archäologischen Instituts des Deutschen Reiches und war dann in Olympia Assistent von Armin von Gerkan. Von 1937 bis 1943 war er Wissenschaftlicher Referent an der Abteilung Istanbul des Archäologischen Instituts des Deutschen Reiches unter dessen Direktor Kurt Bittel, mit dem er in Bogazköy (in der Türkei) ausgrub. 1938 unternahm er mit Friedrich Karl Dörner eine Forschungsreise nach Kommagene und zum Nemrut Dağı. Am 10. Februar 1939 beantragte er die Aufnahme in die NSDAP und wurde zum 1. Mai desselben Jahres aufgenommen (Mitgliedsnummer 7.050.484). 1941 übernahm er die Bearbeitung der Grabungen auf der Agora von Izmir/Smyrna. 1942 war er Grabungsarchitekt von Alfons Maria Schneider bei den Grabungen an der Euphemiakirche am Hippodrom in Istanbul. Während des Krieges war er als Dolmetscher eingesetzt und danach zwei Jahre in Kriegsgefangenschaft in Frankreich.
Im Jahr 1948 habilitierte er sich mit einer Arbeit über Die römische Agora von Smyrna und ihre Bauten bei Uvo Hölscher an der Technischen Hochschule Hannover und wurde dort zunächst Privatdozent, 1949 Dozent und war 1953 bis 1954 außerplanmäßiger Professor für Allgemeine Baugeschichte. Sein 1955 erschienene Handbuch Architektur Kleinasiens von ihren Anfängen bis zum Ende der hethitischen Zeit bildet eine umfassende Materialvorlage der frühen Architekturgeschichte Kleinasiens vom 6. Jahrtausend bis in das 9. Jahrhundert v. Chr.
Als Zweiter Direktor der Abteilung Rom des Deutschen Archäologischen Instituts von 1954 bis 1960 erforschte Naumann Stadtsiedlungen in Italien (Palinuro und Rusellae). 1959 begann er Forschungen in Tacht-e Suleiman in Iran, die er bis 1975 weiterführte. Von 1961 bis zu seinem Ruhestand 1975 war Naumann Erster Direktor der Abteilung Istanbul des Deutschen Archäologischen Instituts. Er lehrte daneben an der Universität Istanbul. Er befasste mit der archäologischen Erforschung Kleinasiens und Istanbuls. 1965/66 führte er Grabungen am Myrelaion in Istanbul durch. Von 1962 bis 1977 leitete er die Grabungen in Didyma, von 1970 bis 1984 die Grabungen in Aizanoi.
Rudolf Naumann lebte in Affalterbach, war protestantisch und seit 1949 verheiratet mit Elisabeth Naumann, geborene Stöffler, die ihn bei vielen seiner Forschungen unterstützte. Ihre Töchter Friederike (* 1951, verheiratete Naumann-Steckner) und Claudia Naumann studierten Klassische Archäologie und Geschichte.

## Ehrungen
- Ordentliches Mitglied des Deutschen Archäologischen Instituts
- Ordentliches Mitglied des Österreichischen Archäologischen Instituts
- Ordentliches Mitglied der Türk Tarih Kurumu
- Großes Verdienstkreuz des Verdienstordens der Bundesrepublik Deutschland (1976)
- Homayoun-Orden

## Veröffentlichungen (Auswahl)
- Der Quellbezirk von Nimes. In: Denkmäler antiker Architektur. Band 4, 1937.
- mit Friedrich Karl Dörner: Forschung in Kommagene (= Istanbul-Forschung. Band 10). 1939.
- mit Kurt Bittel und H. Otto: Yazilikaya. Felsbilder, Architektur, Kleinfunde (= Wissenschaftliche Veröffentlichungen der Deutschen Orientalischen Gesellschaft. Band 61).
- Die Hethiter (= Kunstwerke aus Berliner Sammlungen. Band III, 18). 1948.
- mit Kurt Bittel: Bogazköy-Hattuscha (= Veröffentlichungen der Deutschen Orientalischen Gesellschaft. Band 63). 1952.
- Architektur Kleinasiens von ihren Anfängen bis zum Ende der hethitischen Zeit. 2. Auflage. 1971.
- Palinuro. Ergebnisse der Ausgrabung. 2 Bände. 1958–1960.
- Takht-i-Suleiman (= Teheran-Forschung. Band 1). 1960.
- mit Hans Belting: Die Euphemia-Kirche am Hippodrom zu Istanbul und ihre Fresken (= Istanbul-Forschung. Band 25). 1965.
- Der Rundbau in Aezani mit dem Preisedikt des Diokletian (= Istanbul-Mitteilungen. Band 10). 1973.
- Der Zeustempel zu Aizanoi (= Denkmäler Antiker Architektur. Band 12). 1979.